# Skarde
Skarde, ett mansnamn som förekommer på runstenar, ett  runstensnamn. Betydelsen är oklar. På stenen Sö 131 Lundby står: "Spjute, Halvdan, de reste denna sten efter Skarde, sin broder. For österut hädan med Ingvar i Särkland ligger Öjvinds son." På Danevirkestenen i Hedeby nämns en Skarde, Knuts hirdman, som dog i Hedeby.
Namnsdag saknas och det finns inga bärare av namnet Skarde idag i Sverige.